# Dedinky
Dedinky (německy Dörfel in der Zips, maďarsky Imrikfalva) jsou obec na Slovensku v okrese Rožňava. V roce 2014 zde žilo 279 obyvatel. První písemná zmínka o obci pochází z roku 1380.

## Poloha
Obec leží v Hnilecké dolině u břehů vodní nádrže Palcmanská Maša vznikla v roce 1933 sloučením obcí Imrichovce a Štefanovce. Na katastrálním území obce se nachází národní přírodní rezervace Stratená. Vesnice je vzdálená od hlavního města Bratislavy 325 km, krajského města Košice 106 km a okresního města Rožňava 36,4 km, sousedí se čtyřmi obcemi : Dobšiná, Stratená, Mlynky, Smižany.

## Pamětihodnosti
V obci se nachází barokně-klasicistní kostel z roku 1853.